# Dragotin Kette
Dragotin Kette (n. 19 ianuarie 1876, Prem, Ilirska Bistrica, Slovenia – d. 26 aprilie 1899, Ljubljana, Slovenia) a fost un poet impresionist și neoromantic sloven.
Împreună cu Josip Murn, Ivan Cankar and Oton Župančič, este considerat întemeietor al modernismului în literatura slovenă.

## Scrieri
- 1898: Adrija
- 1898: Dumnezeul meu ("Moj Bog")
- 1899: Nopți negre ("Črne noči")
- 1899: Nopți liniștite ("Tihe noči").